# 2018–2019-es női EHF-bajnokok ligája (középdöntő)
Ez a cikk ismerteti a 2018–2019-es női EHF-bajnokok ligája középdöntőcsoportjainak az eredményeit.

## Lebonyolítás
A csoportkörből továbbjutott csapatokat a középdöntőben két csoportba sorolták. Az A és B csoportból az 1-es középdöntőcsoportba, a C és D csoportból pedig a 2-es középdöntőcsoportba kerültek a csapatok. A középdöntőcsoportokon belül oda-vissza vágós rendszerű körmérkőzést játszanak a csapatok, de az azonos csoportból érkezők nem, nekik a csoportmérkőzések eredményei számítanak a tabellába. A csoportok első négy helyen végző csapatai jutnak tovább a negyeddöntőbe.
Egy elért győzelemért 2 pont jár, egy döntetlenért 1, egy vereségért pedig 0. Azonos pontszám esetén az alábbiak szerint döntik el a sorrendet:
1. Egymás elleni mérkőzéseken szerzett több pont,
2. Egymás elleni mérkőzések alapján számolt gólkülönbség,
3. Egymás elleni mérkőzéseken lőtt több gól,
4. A csoport összes meccse alapján számolt gólkülönbség,
5. A csoportban lőtt gólok száma,
6. Sorsolás.

## Középdöntőcsoportok

### 1-es középdöntőcsoport
| #  | Csapat              | M  | Gy | D | V | G+  | G–  | Gk  | P  |
| -- | ------------------- | -- | -- | - | - | --- | --- | --- | -- |
| 1. | Metz Handball       | 10 | 7  | 1 | 2 | 299 | 242 | +57 | 15 |
| 2. | Rosztov-Don         | 10 | 7  | 1 | 2 | 261 | 241 | +20 | 15 |
| 3. | Budućnost Podgorica | 10 | 5  | 1 | 4 | 245 | 248 | –3  | 11 |
| 4. | Odense Håndbold     | 10 | 3  | 2 | 5 | 246 | 267 | –21 | 8  |
| 5. | København Håndbold  | 10 | 3  | 2 | 5 | 271 | 280 | –9  | 8  |
| 6. | Brest Bretagne      | 10 | 0  | 3 | 7 | 253 | 297 | –44 | 3  |

| 2019. január 26. 14:30 | Odense Håndbold | 28–24       | Brest Bretagne | Odense Sports Park, Odense Nézőszám: 1737 Játékvezetők: Brkić, Jusufhodžić (AUT) |
| 2019. január 26. 14:30 | Jørgensen 6     | (14–10)     | Gros 7         | Odense Sports Park, Odense Nézőszám: 1737 Játékvezetők: Brkić, Jusufhodžić (AUT) |
| 2019. január 26. 14:30 | 3× 2×           | Jegyzőkönyv | 5× 1×          | Odense Sports Park, Odense Nézőszám: 1737 Játékvezetők: Brkić, Jusufhodžić (AUT) |

| 2019. január 26. 17:30 | Metz Handball | 29–25       | Rosztov-Don | Arènes de Metz, Metz Nézőszám: 4352 Játékvezetők: Praštalo, Balvan (BIH) |
| 2019. január 26. 17:30 | Zaadi 7       | (17–14)     | Abbingh 7   | Arènes de Metz, Metz Nézőszám: 4352 Játékvezetők: Praštalo, Balvan (BIH) |
| 2019. január 26. 17:30 | 3× 1×         | Jegyzőkönyv | 3× 3×       | Arènes de Metz, Metz Nézőszám: 4352 Játékvezetők: Praštalo, Balvan (BIH) |

| 2019. január 27. 19:30 | Budućnost Podgorica | 29–27       | København Håndbold | Morača Sports Center, Podgorica Nézőszám: 3001 Játékvezetők: Opava, Válek (CZE) |
| 2019. január 27. 19:30 | Raičević 8          | (15–12)     | Nielsen 8          | Morača Sports Center, Podgorica Nézőszám: 3001 Játékvezetők: Opava, Válek (CZE) |
| 2019. január 27. 19:30 | 4× 3×               | Jegyzőkönyv | 4× 1×              | Morača Sports Center, Podgorica Nézőszám: 3001 Játékvezetők: Opava, Válek (CZE) |

| 2019. február 2. 14:00 | Rosztov-Don | 24–22       | Budućnost Podgorica | Palace of Sport " Rostov Don", Rosztov-na-Donu Nézőszám: 3300 Játékvezetők: Pech, Vagvölgyi (HUN) |
| 2019. február 2. 14:00 | Szeny 8     | (13–11)     | Raičević 7          | Palace of Sport " Rostov Don", Rosztov-na-Donu Nézőszám: 3300 Játékvezetők: Pech, Vagvölgyi (HUN) |
| 2019. február 2. 14:00 | 5× 2× 1×    | Jegyzőkönyv | 11× 2× 1×           | Palace of Sport " Rostov Don", Rosztov-na-Donu Nézőszám: 3300 Játékvezetők: Pech, Vagvölgyi (HUN) |

| 2019. február 2. 17:30 | Brest Bretagne | 21–32       | Metz Handball | Brest Arena, Brest Nézőszám: 3555 Játékvezetők: Kijauskaitė, Žalienė (LTU) |
| 2019. február 2. 17:30 | Pineau 7       | (9–16)      | Zaadi 7       | Brest Arena, Brest Nézőszám: 3555 Játékvezetők: Kijauskaitė, Žalienė (LTU) |
| 2019. február 2. 17:30 | 4× 3× 1×       | Jegyzőkönyv | 4× 3×         | Brest Arena, Brest Nézőszám: 3555 Játékvezetők: Kijauskaitė, Žalienė (LTU) |

| 2019. február 4. 19:00 | København Håndbold | 24–24       | Odense Håndbold | Trefor Arena, Brøndby Nézőszám: 1410 Játékvezetők: Brunovský, Čanda (SVK) |
| 2019. február 4. 19:00 | Dulfer 4           | (12–9)      | Cohrt 7         | Trefor Arena, Brøndby Nézőszám: 1410 Játékvezetők: Brunovský, Čanda (SVK) |
| 2019. február 4. 19:00 | 1× 2×              | Jegyzőkönyv | 5× 3×           | Trefor Arena, Brøndby Nézőszám: 1410 Játékvezetők: Brunovský, Čanda (SVK) |

| 2019. február 10. 15:00 | Metz Handball | 36–24       | København Håndbold | Arènes de Metz, Metz Nézőszám: 4500 Játékvezetők: Vranes, Wenninger (AUT) |
| 2019. február 10. 15:00 | Zaadi 7       | (19–13)     | Nielsen 5          | Arènes de Metz, Metz Nézőszám: 4500 Játékvezetők: Vranes, Wenninger (AUT) |
| 2019. február 10. 15:00 | 4× 2×         | Jegyzőkönyv | 6× 2×              | Arènes de Metz, Metz Nézőszám: 4500 Játékvezetők: Vranes, Wenninger (AUT) |

| 2019. február 10. 15:10 | Odense Håndbold | 26–30       | Rosztov-Don  | Odense Sports Park, Odense Nézőszám: 2236 Játékvezetők: Covalciuc, Covalciuc (MDA) |
| 2019. február 10. 15:10 | Tranborg 8      | (13–17)     | Manaharova 6 | Odense Sports Park, Odense Nézőszám: 2236 Játékvezetők: Covalciuc, Covalciuc (MDA) |
| 2019. február 10. 15:10 | 3× 3×           | Jegyzőkönyv | 3× 2×        | Odense Sports Park, Odense Nézőszám: 2236 Játékvezetők: Covalciuc, Covalciuc (MDA) |

| 2019. február 10. 19:00 | Budućnost Podgorica | 28–27       | Brest Bretagne | Morača Sports Center, Podgorica Nézőszám: 3100 Játékvezetők: Năstase, Stancu (ROU) |
| 2019. február 10. 19:00 | Jauković 12         | (15–12)     | Tissier 7      | Morača Sports Center, Podgorica Nézőszám: 3100 Játékvezetők: Năstase, Stancu (ROU) |
| 2019. február 10. 19:00 | 3× 2×               | Jegyzőkönyv | 3× 1×          | Morača Sports Center, Podgorica Nézőszám: 3100 Játékvezetők: Năstase, Stancu (ROU) |

| 2019. február 23. 13:30 | København Håndbold | 31–20       | Budućnost Podgorica | Trefor Arena, Brøndby Nézőszám: 1208 Játékvezetők: Merz, Schilha (GER) |
| 2019. február 23. 13:30 | Blohm 7            | (16–9)      | Bulatović, Grbić 4  | Trefor Arena, Brøndby Nézőszám: 1208 Játékvezetők: Merz, Schilha (GER) |
| 2019. február 23. 13:30 | 2× 2×              | Jegyzőkönyv | 4× 2×               | Trefor Arena, Brøndby Nézőszám: 1208 Játékvezetők: Merz, Schilha (GER) |

| 2019. február 23. 14:00 | Rosztov-Don           | 18–26       | Metz Handball | Palace of Sport " Rostov Don", Rosztov-na-Donu Nézőszám: 3500 Játékvezetők: Ilieva, Karbeska (MKD) |
| 2019. február 23. 14:00 | Abbingh, Borscsenko 5 | (12–13)     | Smits 6       | Palace of Sport " Rostov Don", Rosztov-na-Donu Nézőszám: 3500 Játékvezetők: Ilieva, Karbeska (MKD) |
| 2019. február 23. 14:00 | 1× 3×                 | Jegyzőkönyv | 2× 3×         | Palace of Sport " Rostov Don", Rosztov-na-Donu Nézőszám: 3500 Játékvezetők: Ilieva, Karbeska (MKD) |

| 2019. február 24. 15:00 | Brest Bretagne | 24–29       | Odense Håndbold      | Brest Arena, Brest Nézőszám: 3425 Játékvezetők: Bennani, Bennani (SWE) |
| 2019. február 24. 15:00 | Gros 8         | (13–13)     | Heindahl, Tranborg 6 | Brest Arena, Brest Nézőszám: 3425 Játékvezetők: Bennani, Bennani (SWE) |
| 2019. február 24. 15:00 | 1× 2×          | Jegyzőkönyv | 4× 2×                | Brest Arena, Brest Nézőszám: 3425 Játékvezetők: Bennani, Bennani (SWE) |

| 2019. március 3. 14:30 | Odense Håndbold | 25–23       | København Håndbold | Odense Sports Park, Odense Nézőszám: 2127 Játékvezetők: Kijauskaitė, Žalienė (LTU) |
| 2019. március 3. 14:30 | Østergaard 5    | (13–11)     | Dulfer 6           | Odense Sports Park, Odense Nézőszám: 2127 Játékvezetők: Kijauskaitė, Žalienė (LTU) |
| 2019. március 3. 14:30 | 1× 2×           | Jegyzőkönyv | 3× 3×              | Odense Sports Park, Odense Nézőszám: 2127 Játékvezetők: Kijauskaitė, Žalienė (LTU) |

| 2019. március 3. 15:00 | Metz Handball | 39–26       | Brest Bretagne   | Arènes de Metz, Metz Nézőszám: 4500 Játékvezetők: Christidi, Papamattheou (GRE) |
| 2019. március 3. 15:00 | Houette 10    | (17–13)     | Gros, Toublanc 4 | Arènes de Metz, Metz Nézőszám: 4500 Játékvezetők: Christidi, Papamattheou (GRE) |
| 2019. március 3. 15:00 | 2× 2×         | Jegyzőkönyv | 6× 1×            | Arènes de Metz, Metz Nézőszám: 4500 Játékvezetők: Christidi, Papamattheou (GRE) |

| 2019. március 3. 19:00 | Budućnost Podgorica | 20–23       | Rosztov-Don    | Morača Sports Center, Podgorica Nézőszám: 2612 Játékvezetők: Brkić, Jusufhodžić (AUT) |
| 2019. március 3. 19:00 | Bulatović 7         | (9–11)      | négy játékos 3 | Morača Sports Center, Podgorica Nézőszám: 2612 Játékvezetők: Brkić, Jusufhodžić (AUT) |
| 2019. március 3. 19:00 | 1× 3×               | Jegyzőkönyv | 5× 4×          | Morača Sports Center, Podgorica Nézőszám: 2612 Játékvezetők: Brkić, Jusufhodžić (AUT) |

| 2019. március 9. 14:00 | Rosztov-Don | 25–19       | Odense Håndbold | Palace of Sport " Rostov Don", Rosztov-na-Donu Nézőszám: 3500 Játékvezetők: Florescu, Stoia (ROU) |
| 2019. március 9. 14:00 | Szeny 6     | (14–10)     | Bakkerud 9      | Palace of Sport " Rostov Don", Rosztov-na-Donu Nézőszám: 3500 Játékvezetők: Florescu, Stoia (ROU) |
| 2019. március 9. 14:00 | 2×          | Jegyzőkönyv | 3× 3×           | Palace of Sport " Rostov Don", Rosztov-na-Donu Nézőszám: 3500 Játékvezetők: Florescu, Stoia (ROU) |

| 2019. március 10. 15:00 | København Håndbold | 36–33       | Metz Handball | Trefor Arena, Brøndby Nézőszám: 1275 Játékvezetők: Horváth, Marton (HUN) |
| 2019. március 10. 15:00 | Nielsen 6          | (15–17)     | Smits 8       | Trefor Arena, Brøndby Nézőszám: 1275 Játékvezetők: Horváth, Marton (HUN) |
| 2019. március 10. 15:00 | 2× 1×              | Jegyzőkönyv | 2× 2×         | Trefor Arena, Brøndby Nézőszám: 1275 Játékvezetők: Horváth, Marton (HUN) |

| 2019. március 10. 17:00 | Brest Bretagne | 22–22       | Budućnost Podgorica | Brest Arena, Brest Nézőszám: 2995 Játékvezetők: Brehmer, Skowronek (POL) |
| 2019. március 10. 17:00 | Gros 7         | (13–13)     | Bulatović 5         | Brest Arena, Brest Nézőszám: 2995 Játékvezetők: Brehmer, Skowronek (POL) |
| 2019. március 10. 17:00 | 2× 3×          | Jegyzőkönyv | 3× 3×               | Brest Arena, Brest Nézőszám: 2995 Játékvezetők: Brehmer, Skowronek (POL) |

### 2-es középdöntőcsoport
| #  | Csapat                  | M  | Gy | D | V | G+  | G–  | Gk  | P  |
| -- | ----------------------- | -- | -- | - | - | --- | --- | --- | -- |
| 1. | Győri Audi ETO KC       | 10 | 8  | 2 | 0 | 333 | 267 | +66 | 18 |
| 2. | Vipers Kristiansand     | 10 | 6  | 0 | 4 | 288 | 265 | +23 | 12 |
| 3. | FTC-Rail Cargo Hungaria | 10 | 5  | 2 | 3 | 298 | 306 | –8  | 12 |
| 4. | CSM București           | 10 | 5  | 1 | 4 | 292 | 282 | +10 | 11 |
| 5. | Krim                    | 10 | 2  | 1 | 7 | 243 | 281 | –38 | 5  |
| 6. | Thüringer HC            | 10 | 0  | 2 | 8 | 255 | 308 | –53 | 2  |

| 2019. január 26. 15:00 | Krim               | 24–25       | Vipers Kristiansand | Arena Stožice, Ljubljana Nézőszám: 1500 Játékvezetők: Panayides, Andreou (CYP) |
| 2019. január 26. 15:00 | Mavsar, Peredery 5 | (8–10)      | három játékos 5     | Arena Stožice, Ljubljana Nézőszám: 1500 Játékvezetők: Panayides, Andreou (CYP) |
| 2019. január 26. 15:00 | 2× 3×              | Jegyzőkönyv | 3× 3×               | Arena Stožice, Ljubljana Nézőszám: 1500 Játékvezetők: Panayides, Andreou (CYP) |

| 2019. január 26. 19:30 | Győri Audi ETO KC | 36–27       | CSM București | Audi Aréna, Győr Nézőszám: 5389 Játékvezetők: Nikolić, Stojković (SRB) |
| 2019. január 26. 19:30 | Pintea 9          | (22–15)     | Lekić 8       | Audi Aréna, Győr Nézőszám: 5389 Játékvezetők: Nikolić, Stojković (SRB) |
| 2019. január 26. 19:30 | 3× 3×             | Jegyzőkönyv | 5× 3×         | Audi Aréna, Győr Nézőszám: 5389 Játékvezetők: Nikolić, Stojković (SRB) |

| 2019. január 27. 14:00 | Thüringer HC | 32–35       | FTC-Rail Cargo Hungaria | Wiedigsburghalle, Nordhausen Nézőszám: 1500 Játékvezetők: Brehmer, Skowronek (POL) |
| 2019. január 27. 14:00 | Huber 9      | (19–19)     | Pena 14                 | Wiedigsburghalle, Nordhausen Nézőszám: 1500 Játékvezetők: Brehmer, Skowronek (POL) |
| 2019. január 27. 14:00 | 3× 3×        | Jegyzőkönyv | 6× 2×                   | Wiedigsburghalle, Nordhausen Nézőszám: 1500 Játékvezetők: Brehmer, Skowronek (POL) |

| 2019. február 2. 16:00 | CSM București | 32–26       | Krim     | Polyvalent Hall, Bukarest Nézőszám: 4862 Játékvezetők: Canbro, Kliko (SWE) |
| 2019. február 2. 16:00 | Radičević 10  | (16–11)     | Cakálu 7 | Polyvalent Hall, Bukarest Nézőszám: 4862 Játékvezetők: Canbro, Kliko (SWE) |
| 2019. február 2. 16:00 | 2× 2×         | Jegyzőkönyv | 3× 2×    | Polyvalent Hall, Bukarest Nézőszám: 4862 Játékvezetők: Canbro, Kliko (SWE) |

| 2019. február 2. 17:30 | FTC-Rail Cargo Hungaria | 32–32       | Győri Audi ETO KC | Érd Aréna, Érd Nézőszám: 2000 Játékvezetők: Alpaidze, Berezkina (RUS) |
| 2019. február 2. 17:30 | Klujber 7               | (16–15)     | Groot 8           | Érd Aréna, Érd Nézőszám: 2000 Játékvezetők: Alpaidze, Berezkina (RUS) |
| 2019. február 2. 17:30 | 3× 3×                   | Jegyzőkönyv | 3× 3×             | Érd Aréna, Érd Nézőszám: 2000 Játékvezetők: Alpaidze, Berezkina (RUS) |

| 2019. február 2. 18:15 | Vipers Kristiansand | 31–24       | Thüringer HC          | Aquarama Kristiansand, Kristiansand Nézőszám: 1534 Játékvezetők: Sa, Sa (POR) |
| 2019. február 2. 18:15 | Kristiansen 10      | (16–12)     | Luzumová, Schmelzer 6 | Aquarama Kristiansand, Kristiansand Nézőszám: 1534 Játékvezetők: Sa, Sa (POR) |
| 2019. február 2. 18:15 | 3× 4×               | Jegyzőkönyv | 3× 3×                 | Aquarama Kristiansand, Kristiansand Nézőszám: 1534 Játékvezetők: Sa, Sa (POR) |

| 2019. február 9. 15:00 | Krim        | 23–25       | FTC-Rail Cargo Hungaria | Arena Stožice, Ljubljana Nézőszám: 1457 Játékvezetők: Mata, López (ESP) |
| 2019. február 9. 15:00 | Gnabouyou 6 | (10–10)     | Klujber 9               | Arena Stožice, Ljubljana Nézőszám: 1457 Játékvezetők: Mata, López (ESP) |
| 2019. február 9. 15:00 | 4× 2×       | Jegyzőkönyv | 6× 4×                   | Arena Stožice, Ljubljana Nézőszám: 1457 Játékvezetők: Mata, López (ESP) |

| 2019. február 9. 19:30 | Győri Audi ETO KC | 33–29       | Vipers Kristiansand | Audi Aréna, Győr Nézőszám: 5397 Játékvezetők: Christiansen, Hansen (DEN) |
| 2019. február 9. 19:30 | Hansen 8          | (19–14)     | Sulland 8           | Audi Aréna, Győr Nézőszám: 5397 Játékvezetők: Christiansen, Hansen (DEN) |
| 2019. február 9. 19:30 | 3× 3×             | Jegyzőkönyv | 2× 2×               | Audi Aréna, Győr Nézőszám: 5397 Játékvezetők: Christiansen, Hansen (DEN) |

| 2019. február 10. 14:00 | Thüringer HC | 30–38       | CSM București | Wiedigsburghalle, Nordhausen Nézőszám: 1600 Játékvezetők: Brunner, Salah (SUI) |
| 2019. február 10. 14:00 | Luzumová 12  | (12–17)     | Radičević 13  | Wiedigsburghalle, Nordhausen Nézőszám: 1600 Játékvezetők: Brunner, Salah (SUI) |
| 2019. február 10. 14:00 | 3× 2×        | Jegyzőkönyv | 5× 2×         | Wiedigsburghalle, Nordhausen Nézőszám: 1600 Játékvezetők: Brunner, Salah (SUI) |

| 2019. február 23. 15:30 | CSM București | 25–27       | Győri Audi ETO KC | Polyvalent Hall, Bukarest Nézőszám: 5032 Játékvezetők: Bonaventura, Bonaventura (FRA) |
| 2019. február 23. 15:30 | Radičević 6   | (10–14)     | Groot 8           | Polyvalent Hall, Bukarest Nézőszám: 5032 Játékvezetők: Bonaventura, Bonaventura (FRA) |
| 2019. február 23. 15:30 | 4× 3×         | Jegyzőkönyv | 4× 4×             | Polyvalent Hall, Bukarest Nézőszám: 5032 Játékvezetők: Bonaventura, Bonaventura (FRA) |

| 2019. február 23. 18:15 | Vipers Kristiansand | 29–21       | Krim     | Aquarama Kristiansand, Kristiansand Nézőszám: 1610 Játékvezetők: Brehmer, Skowronek (POL) |
| 2019. február 23. 18:15 | Reistad 7           | (14–14)     | Stanko 8 | Aquarama Kristiansand, Kristiansand Nézőszám: 1610 Játékvezetők: Brehmer, Skowronek (POL) |
| 2019. február 23. 18:15 | 3× 4×               | Jegyzőkönyv | 2× 2×    | Aquarama Kristiansand, Kristiansand Nézőszám: 1610 Játékvezetők: Brehmer, Skowronek (POL) |

| 2019. február 23. 19:30 | FTC-Rail Cargo Hungaria | 30–29       | Thüringer HC       | Érd Aréna, Érd Nézőszám: 2200 Játékvezetők: Tzaferopoulos, Bethmann (GRE) |
| 2019. február 23. 19:30 | Klujber 9               | (17–12)     | Luzumová, Stolle 6 | Érd Aréna, Érd Nézőszám: 2200 Játékvezetők: Tzaferopoulos, Bethmann (GRE) |
| 2019. február 23. 19:30 | 2× 3×                   | Jegyzőkönyv | 6× 4×              | Érd Aréna, Érd Nézőszám: 2200 Játékvezetők: Tzaferopoulos, Bethmann (GRE) |

| 2019. március 2. 15:00 | Krim     | 23–22       | CSM București | Arena Stožice, Ljubljana Nézőszám: 823 Játékvezetők: Alpaidze, Berezkina (RUS) |
| 2019. március 2. 15:00 | Stanko 8 | (12–11)     | Curea 9       | Arena Stožice, Ljubljana Nézőszám: 823 Játékvezetők: Alpaidze, Berezkina (RUS) |
| 2019. március 2. 15:00 | 5× 2×    | Jegyzőkönyv | 6× 3× 1×      | Arena Stožice, Ljubljana Nézőszám: 823 Játékvezetők: Alpaidze, Berezkina (RUS) |

| 2019. március 2. 19:30 | Győri Audi ETO KC | 32–32       | FTC-Rail Cargo Hungaria | Audi Aréna, Győr Nézőszám: 5475 Játékvezetők: Mitrevski, Todorovski (MKD) |
| 2019. március 2. 19:30 | Pintea 6          | (15–13)     | Pena 12                 | Audi Aréna, Győr Nézőszám: 5475 Játékvezetők: Mitrevski, Todorovski (MKD) |
| 2019. március 2. 19:30 | 1× 4×             | Jegyzőkönyv | 3× 2×                   | Audi Aréna, Győr Nézőszám: 5475 Játékvezetők: Mitrevski, Todorovski (MKD) |

| 2019. március 3. 14:00 | Thüringer HC | 21–29       | Vipers Kristiansand | Wiedigsburghalle, Nordhausen Nézőszám: 1400 Játékvezetők: Antić, Jakovljević (SRB) |
| 2019. március 3. 14:00 | Bölk 6       | (9–17)      | Waade 6             | Wiedigsburghalle, Nordhausen Nézőszám: 1400 Játékvezetők: Antić, Jakovljević (SRB) |
| 2019. március 3. 14:00 | 3× 1×        | Jegyzőkönyv | 2× 2×               | Wiedigsburghalle, Nordhausen Nézőszám: 1400 Játékvezetők: Antić, Jakovljević (SRB) |

| 2019. március 8. 17:00 | CSM București | 23–23       | Thüringer HC | Polyvalent Hall, Bukarest Nézőszám: 3468 Játékvezetők: Christiansen, Hansen (DEN) |
| 2019. március 8. 17:00 | Radičević 8   | (14–8)      | Stolle 6     | Polyvalent Hall, Bukarest Nézőszám: 3468 Játékvezetők: Christiansen, Hansen (DEN) |
| 2019. március 8. 17:00 | 3× 2×         | Jegyzőkönyv | 4× 2×        | Polyvalent Hall, Bukarest Nézőszám: 3468 Játékvezetők: Christiansen, Hansen (DEN) |

| 2019. március 9. 18:15 | Vipers Kristiansand | 26–33       | Győri Audi ETO KC | Aquarama Kristiansand, Kristiansand Nézőszám: 2200 Játékvezetők: Covalciuc, Covalciuc (MDA) |
| 2019. március 9. 18:15 | Waade 6             | (17–17)     | Oftedal 7         | Aquarama Kristiansand, Kristiansand Nézőszám: 2200 Játékvezetők: Covalciuc, Covalciuc (MDA) |
| 2019. március 9. 18:15 | 3× 2×               | Jegyzőkönyv | 4× 1×             | Aquarama Kristiansand, Kristiansand Nézőszám: 2200 Játékvezetők: Covalciuc, Covalciuc (MDA) |

| 2019. március 10. 14:30 | FTC-Rail Cargo Hungaria | 31–27       | Krim     | Érd Aréna, Érd Nézőszám: 2200 Játékvezetők: Vranes, Wenninger (AUT) |
| 2019. március 10. 14:30 | Klujber 9               | (16–11)     | Mavsar 8 | Érd Aréna, Érd Nézőszám: 2200 Játékvezetők: Vranes, Wenninger (AUT) |
| 2019. március 10. 14:30 | 5× 3×                   | Jegyzőkönyv | 5× 2×    | Érd Aréna, Érd Nézőszám: 2200 Játékvezetők: Vranes, Wenninger (AUT) |